# Daisy (álbum)
Daisy  es el cuarto álbum de la banda de rock alternativo Brand New, fue lanzado el 22 de septiembre de 2009 en Interscope Records. Daisy fue coproducida tanto por la banda como por su productor de toda la vida, Mike Sapone. Brand New grabó el álbum en el estudio de Sapone en Bethpage, Nueva York, entre 2008 y 2009. La banda buscó canalizar sus presentaciones en vivo, con el fin de producir el sonido crudo y a menudo caótico del álbum.
Originalmente iba a titularse como And One Head Can Never Die; sin embargo, la banda tomó la decisión de último momento de cambiarlo a Daisy.
Daisy recibió críticas en su mayoría positivas de los críticos, que elogiaron la progresión continua de la banda, mientras que los fanáticos estaban algo más divididos, con el baterista Brian Lane creyendo que o parece que les encanta o que lo odian. El guitarrista Vincent Accardi tuvo un papel más importante en la redacción de las letras del álbum, compartiendo la responsabilidad con Jesse Lacey. El álbum se filtró tres semanas antes de su lanzamiento, mientras que la canción "At the Bottom" fue el único sencillo lanzado del álbum.

## Antecedentes
Con la escritura y la grabación comenzando casi inmediatamente después de finalizar la gira, la banda se inspiró para capturar la energía de sus actuaciones en vivo. A pesar de haber recibido aclamaciones por redefinir su grabación de sonido, la banda sintió poca presión para repetir esto, Brian Lane dijo que al igual que en las sesiones de grabación anteriores, la banda se había aburrido de interpretar su material anterior, y buscaría naturalmente escribir y grabar canciones que fueran diferentes. El guitarrista Vincent Accardi comentó que "después de The Devil and God", las estructuras de las canciones eran un poco más complejas y las cosas eran un poco delicadas. Creo que todos teníamos una gran necesidad de intentar escribir canciones de rock simples y fuertes, y simplemente transmitir el mensaje de inmediato ". 
Jesse Lacey comentó que estar firmado con el sello principal Interscope también dio forma a las sesiones; "pensamos que sería más interesante poner un disco muy poco comercial en una etiqueta muy comercial". Antes de la grabación, Accardi había estado trabajando en material con Sapone. Después de que sus compañeros de banda recibieron positivamente algunas de las pistas en las que había estado trabajando, se ganó la confianza de mostrarles más y, finalmente, tomar un papel más importante en la escritura de las letras del álbum.
Con las sesiones de álbumes anteriores, la banda siempre había buscado maximizar sus recursos de etiquetas, trabajando con diferentes productores y en estudios costosos, pero siempre había regresado a Sapone. La banda decidió desde el principio que trabajarían con Sapone, usando su estudio. Esto también le permitiría a la banda permanecer localmente en sus hogares durante la grabación, y también les permitiría gastar su adelanto de la etiqueta en los costos generales de vida, a diferencia de los costos de producción y estudio.

## Grabación
Con varias canciones ya exhibidas por Accardi, la banda comenzó a grabar el álbum en marzo de 2008. La grabación se realizó en el estudio de Sapone en Bethpage, Nueva York. Durante los primeros meses de escritura y grabación, la banda a menudo trabajaba cinco o seis días a la semana, comenzando a trabajar en la mañana y no saliendo del estudio del sótano de Sapone hasta la madrugada.
Como en las sesiones anteriores, Mike Sapone actuó como miembro de la banda y coproductor, mientras que la banda también estuvo involucrada en la producción del álbum. Discutiendo sobre la participación de Sapone, Lacey definió a Sapone como teniendo "tanto en juego con la música como nosotros, está tan involucrado en él como nosotros, a veces más". Accardi describió a Sapone como poseedor de "una extraña habilidad para escuchar algo que estás haciendo e inmediatamente seguirlo a cualquier canción en su biblioteca que almacene en su cerebro. Se dirigirá a él, se lo mostrará y te dirá que eso es lo que debe suceder. Aquí está la mejor versión. Esto es lo que estás tratando de hacer y ni siquiera te das cuenta ". 
La grabación de la batería de Brian Lane fue abordada canción por canción, a diferencia de la grabación de todos los tambores del álbum en sucesión. Esto le permitió a Lane experimentar grabando tambores de diferentes maneras y lugares, predominantemente alrededor de la casa de Sapone. Lane comentó que la sala de estar de Sapone era uno de los principales lugares en los que trabajaban los tambores. El percusionista girante de la banda Ben Homala también contribuyó con partes de las sesiones de grabación, mientras que Mike Sapone jr. y Santino Sapone actuó como técnicos de batería. Claudius Mittendorfer, quien ayudó con la grabación de The Devil and God Are Raging Inside Me, actuó como asesor durante las sesiones, mientras que Michael Lapierre asistió a la grabación de "Be Gone", "Sink" y "Daisy". Además, Andrew, el hermano de Vincent Accardi, contribuyó con partes para la grabación.

## Música

### Estilo e influencia
La banda ha citado a bandas como Fugazi, Polvo y Archers of Loaf como influencias para las sesiones del álbum, mientras que Brian Lane proclamó que la principal influencia para su progresión hacia el sonido más agresivo y crudo provenía de la gira y aburrirse de las canciones. que habían estado tocando. Accardi había estado escuchando álbumes como Ten por Pearl Jam, Jar of Flies por Alice in Chains y Purple y Core por Stone Temple Pilots. Garrett Tierney parecía emular algunos de los sonidos de bajo que se encuentran en los discos de The Jesus Lizard y Hüsker Dü.

### Letra
Las letras del álbum, escritas por Accardi y Lacey, son más abstractas en comparación con muchas de las presentadas en el álbum anterior, The Devil and God Are Raging Inside Me. Mientras que Accardi había tenido cierta participación en la escritura de letras, Daisy lo vio contribuir mucho más en comparación con álbumes anteriores. Accardi y Lacey afirmaron que la banda no había tomado una decisión consciente sobre Accardi escribiendo más. Lacey trabajó con Accardi para ayudar a refinar sus letras, así como para completar los espacios en blanco.

## Recepción
Daisy  recibió críticas positivas de la mayoría de los críticos de música , aunque las reacciones de los fanes fueron más variadas. [49] En Metacritic , que asigna una calificación normalizada de 100 a las críticas de la corriente principal de la crítica, el álbum recibió un puntaje promedio de 75, basado en doce revisiones, lo que indica "críticas generalmente favorables". Drew Beringer de AbsolutePunk comentó "Daisy es una prueba auditiva, ya que este es el álbum más desafiante y distinguido del quinteto de Long Island hasta ahora", creyendo "Algunos lo amarán, algunos lo odiarán, la mayoría quedará perplejo y necesitarán muchos escuchan para digerirlo, pero una cosa es cierta, este es un disco que te sacude ".
Tras su lanzamiento, Brian Lane notó que los fanáticos parecen amar el álbum o "odiarlo". En una entrevista con Kerrang!, Jesse Lacey comentó sobre el contenido del álbum: "Es un disco bastante agotador. Es bastante denso y creo que algunas de las decisiones que tomamos no siempre van en la dirección más obvia. Pensábamos mucho más sobre lo que haríamos. quiero jugar cuando estábamos en el escenario en lugar de lo que realmente quisieras escuchar en un disco".

## Lista de canciones
Toda la música compuesta por Brand New and Mike Sapone (Jesse Lacey, Vincent Accardi, Garrett Tierney, Brian Lane, Derrick Sherman). 
| N.º | Título           | Letras                 | Duración |  |
| 1.  | «Vices»          | Jesse Lacey            | 3:24     |  |
| 2.  | «Bed»            | Lacey                  | 3:10     |  |
| 3.  | «At the Bottom»  | Vincent Accardi, Lacey | 4:04     |  |
| 4.  | «Gasoline»       | Accardi                | 3:32     |  |
| 5.  | «You Stole»      | Accardi, Lacey         | 6:00     |  |
| 6.  | «Be Gone»        | Accardi                | 1:31     |  |
| 7.  | «Sink»           | Lacey                  | 3:20     |  |
| 8.  | «Bought a Bride» | Lacey                  | 3:07     |  |
| 9.  | «Daisy»          | Accardi                | 3:06     |  |
| 10. | «In a Jar»       | Accardi, Lacey         | 3:06     |  |
| 11. | «Noro»           | Accardi                | 6:27     |  |

| iTunes Store bonus track |                                  |          |  |
| N.º                      | Título                           | Duración |  |
| 12.                      | «At the Bottom» (Live in Studio) | 3:50     |  |

| Amazon.com exclusive |                                   |          |  |
| N.º                  | Título                            | Duración |  |
| 12.                  | «Bought a Bride» (Live in Studio) | 3:24     |  |

| Australia iTunes Store bonus track |                        |          |  |
| N.º                                | Título                 | Duración |  |
| 12.                                | «Bed» (Live in Studio) | 3:01     |  |

## Créditos
- Jesse Lacey – cantante, guitarra
- Vincent Accardi – guitarra, coros
- Garrett Tierney – bajo
- Brian Lane – batería, percusión
- Derrick Sherman – guitarra

- Mike Sapone
- Andrew Accardi
- Benjamin Homola - batería